# Fundación de Estudios Superiores Comfanorte
La Universidad FESC (oficialmente Fundación de Estudios Superiores Comfanorte), habitualmente conocida como la FESC, es una universidad privada colombiana con la forma jurídica de fundación ubicada en la ciudad de Cúcuta, sujeta a inspección y vigilancia por medio de la Ley 1740 de 2014 y la ley 30 de 1992 del Ministerio de Educación de Colombia.
Fue fundada el 25 de agosto de 1993 y es una de las universidades más importantes y representativas de Cúcuta y Norte de Santander, con alto nivel de desarrollo y forjada en beneficio de la formación del pueblo nortesantandereano y colombiano. Además de su sede principal ubicada en la ciudad de Cúcuta, cuenta con una sede en el municipio de Ocaña.
Su sede principal cuenta con un moderno campus dotado de variadas infraestructuras para la vida académica, además de ser la sede de diversos grupos de investigación. Asimismo, posee múltiples convenios, alianzas y redes institucionales con centros de educación superior y universidades nacionales. Al igual que ostenta diversos convenios interinstitucionales con universidades de México, Argentina, Países Bajos, España, Brasil, China, entre otros países. Dado su crecimiento, la institución ofrece 8 programas de pregrado, 44 diplomados, 2 especializaciones y 7 maestrías, para un total de 61 programas académicos.

## Reseña histórica
La FESC fue fundada jurídicamente el 25 de agosto de 1993 por la Caja de Compensación Familiar del Norte de Santander (Comfanorte), quién en cabeza de su director administrativo por aquel entonces, el doctor Moisés Sanjuán López, tenían el objetivo de brindar un valor agregado a sus beneficiarios directos y a su grupo familiar, cumpliendo así la funciones sociales para las que fueron creadas las cajas de compensación familiar. El Ministerio de Educación a través del ICFES, expidió la Personería Jurídica mediante resolución 04172 y dio autorización a la institución para iniciar sus operaciones, no obstante, es el 1 de agosto de 1995 cuando se da inicio a las actividades académicas.
A partir de allí, la creación de la universidad marca un momento especial para la consolidación del departamento de Norte de Santander al generarse una nueva dinámica en varios aspectos de la vida de la ciudad. Desde el punto de vista institucional, la academia es una entidad descentralizada e independiente. Está organizada como un ente universitario autónomo con régimen especial, vinculada al Ministerio de Educación Nacional en lo que tiene que ver con las políticas y a la planeación del sector educativo y en relación con el Sistema Nacional de Ciencia y Tecnología.

## Símbolos
Logotipo
Es el elemento principal de la imagen institucional. Se compone de la tipografía, adoptando las iniciales de la institución (FESC) y en su parte inferior se encuentra el nombre completo de la institución; además de poseer el logotipo de Comfanorte.
Colores
Los colores que representan a la FESC son el gris y el rojo. Estos colores son utilizados ya que según Max Lüscher, el gris representa la neutralidad, además de aportar brillantez, lujo y elegancia. Mientras que el rojo, según Lüscher, está ligado al principio de la vida y simboliza el valor. Según él, es la expresión de la fuerza vital, es impulso para causar efectos y alcanzar el éxito.
Mascotas
La FESC cuenta con dos mascotas: Ringo, un perro que deambula por el campus principal desde cachorro. Los estudiantes lo adoptaron y lo convirtieron en un icono. Terry, un joven tigre universitario que fue creado en un concurso realizado por la Escuela de Arte y Diseño para determinar cuál sería la nueva mascota digital de la FESC.

## Infraestructura
La institución cuenta con dos campus donde se desarrollan las actividades académicas: el campus principal ubicado en la ciudad de Cúcuta (Avenida 5 # 15-27, Centro) y el campus ubicado en el municipio de Ocaña (Kdx 194-785, Vía Universitaria).
En el campus principal funcionan la mayoría de las facultades, además de los centros de investigación, centros de desarrollo y auditorios de la institución. Por otra parte, en el Campus Ocaña funcionan algunas facultades, además de servir como sitio de prácticas para diversos programas académicos. Para la práctica de diversos deportes, la institución cuenta con las instalaciones del Colegio Comfanorte, establecimiento de su propiedad ubicado en el vecino municipio de Los Patios.
Cúcuta
- Campus Principal: Se encuentra ubicado en la ciudad de Cúcuta, en la dirección Avenida 5 # 15-27, Centro. Este moderno campus alberga bloques de aulas, oficinas y laboratorios para la realización de las actividades académicas y deportivas de su alumnado. Además, en su interior se encuentra la biblioteca Moisés Sanjuán López, los auditorios Eduardo Assaf Elcure y Quinta Avenida, el laboratorio financiero, entre otros. Se divide en dos bloques: el bloque administrativo “Pedro Francisco Silva Mantilla” (A Y B) y el bloque Quinta Avenida “Laboratorio de Ideas” (C).
- Colegio Comfanorte: Se encuentra ubicado en el municipio de Los Patios, en la dirección km 3 Vía La Floresta.

Ocaña
- Campus Ocaña: Se encuentra ubicado en el municipio de Ocaña, en la dirección Kdx 194-785, Vía Universitaria.

### Intercambios
La FESC realiza convenios, alianzas y redes con entidades educativas nacionales e internacionales para obtener oportunidades de intercambio académico, cultural y científico que contribuyan a la formación integral de sus estudiantes, al fortalecimiento académico de los docentes y al posicionamiento de la universidad en el contexto internacional. En varios países se han formado docenas de profesores en maestrías y doctorados.
Entre las academias con las que hay acuerdo institucional están, a nivel nacional: el Servicio Nacional de Aprendizaje (SENA), la Escuela de Estudios Técnicos (EDES), la Universidad Católica de Manizales (UCM), la Universidad EAN, la Corporación Universitaria Autónoma del Cauca (CUAC), etcétera. Adicionalmente, hay acuerdos inter-institucionales a nivel internacional con: la Universidad de Guanajuato, la Universidad de Congreso, la Aiesec, la Universidad de La Rioja, la Universidad Federal de Pernambuco, el Instituto Confucio, entre otras instituciones.

## Oferta académica
| Pregrado | Pregrado |
| Facultad | Programas |
| --- | --- |
| Escuela de ciencias administrativas | Administración financiera Logística empresarial Administración turística y hotelera Administración negocios internacionales |
| Escuela de Arte y Diseño | Diseño gráfico Diseño de modas |
| Escuela de ingeniería | Ingeniería de software Ingeniería de redes |
| Postgrado | |
| Grado académico | Área |
| Diplomados | Ver diplomados |
| Especializaciones | Administración de la salud Gerencia educativa |
| Maestrías | Pedagogía Administración de empresas Negocios internacionales Mercadeo global Gerencia de sistemas de información y proyectos tecnológicos Gestión de la educación virtual Proyectos de desarrollo sostenible                               |
| Programas Técnicos y Tecnológicos | |
| Técnicos | Tecnológicos |
| Operaciones turísticas Producción gráfica Instalación de redes Operaciones logísticas Procesos Contables Mercadotecnia Procesos aduaneros Procesos de diseño de modas | Servicios de bienestar turísticos y hoteleros Diseño publicitario Administración de redes Gestión logística empresarial Gestión de negocios internacionales Gestión financiera Gestión de comercio internacional Gestión de diseño de modas |